# Le ali (film 1966)
Le ali (Крылья) è un film del 1966 diretto da Larisa Efimovna Šepit'ko.
Nel 2008 il film è stato pubblicato dalla società americana Criterion Collection nella serie di DVD "Eclipse" insieme al film L'ascesa.

## Trama
Nadezhda Petrukhina (conosciuta anche come Nadya), ex pilota di combattimento e ora direttrice di un collegio in Unione Sovietica, inizia a costruirsi una nuova vita dopo la fine della guerra.
Il film si sviluppa su due rapporti principali:
il rapporto con uno studente, Bystryakov, è molto burrascoso; durante una cerimonia lui e Yermolaeva, un'altra studentessa, iniziano a litigare e quest'ultima viene spinta proprio sotto gli occhi di Nadya. A seguito di quest'atto il ragazzo viene espulso dalla stessa direttrice per evitare scandali che potrebbero colpire la prestigiosa scuola. Il ragazzo così, decide di scappare. Sentendosi in colpa di quanto accaduto, Nadya va allora in cerca del ragazzo. Chiacchierando con una signora che si trovava all'interno dell'abitazione di Bystryakov, scopre che quest'ultimo è vittima di un ambiente familiare malsano, decide in questo modo di telefonare alla polizia e denunciarne la scomparsa. Il giorno dopo, entrando a scuola, le viene comunicato che il ragazzo è tornato, e si trova sano e salvo proprio all'interno del collegio. Nadya convoca nel suo ufficio Bystryakov e qui nasce una discussione che culmina con la dichiarazione di disprezzo di Bystryakov verso di lei.
Il rapporto con Tanya, sua figlia adottiva, non è proprio dei migliori; cosciente del fatto che l'amore che prova sua figlia per suo marito non è più lo stesso da tempo decide dapprima di andare a conoscerlo a casa sua, e in un secondo momento invitando Tanya a lasciarlo. Ne nasce anche qui una discussione: Tanya invita la madre ad abbandonare la carriera da direttrice, per godersi la vita lontano dai bambini. Prendendo queste parole come un'offesa, Nadya chiede alla figlia di andare via. Nadezhda Petrukhina ormai a questo punto si sente un'estranea a tutti, persino a sua figlia.
Durante una visita in un museo storico regionale Nadya ricorda il suo defunto amante e pilota di aerei di guerra, Mitya, morto davanti ai suoi occhi durante un combattimento.
Nel finale Nadezhda visita il club di volo del suo commilitone e, per coincidenza, trova un aereo vuoto, senza nessuno a sorvegliarlo. Decide allora di sedersi ai comandi dell'aereo da addestramento, decollando senza permesso. Nadya, sfrecciando tra le nuvole, ricorda la sua giovinezza.